# Conflata viridis
Conflata viridis är en insektsart som först beskrevs av Schmidt 1912.  Conflata viridis ingår i släktet Conflata och familjen Flatidae. Inga underarter finns listade i Catalogue of Life.